# Steris
Steris est une entreprise de matériel médical américaine.

## Histoire
En octobre 2014, Steris acquiert l'entreprise médicale britannique Synergy Health pour 1,9 milliard de dollars, lui permettant de transférer son siège fiscal au Royaume-Uni via une inversion.
En janvier 2021, Steris annonce l'acquisition de Cantel Medical, entreprise de matériel médical, pour 3,6 milliards de dollars.
En septembre 2024, l'annonce de la fermeture du site français du Haillan a déclenché une grève chez le fabricant de matériel médical.